# Ilex anonoides
Ilex anonoides  es una especie de planta con flor en la familia de las Aquifoliaceae. 
Es endémica de Colombia, Ecuador, Perú. Está amenazada por pérdida de hábitat.

## Descripción
Es un arbusto dioico caducifolio, follaje diminuto, angosto, verde oscuro, hojas suavemente aserradas, ovales; flores blancas,  florece a mediados de primavera, atrayendo a mariposas y abejas. Fruta drupa roja en verano y otoño, solo si hay plantas macho a no más de 25 metros de distancia. 

## Taxonomía
Ilex anonoides fue descrita por Ludwig Eduard Theodor Loesener y publicado en Nova Acta Acad. Caes. Leop.-Carol. German. Nat. Cur. 78: 164. 1901
Etimología
ilex: nombre genérico que era el nombre designado en latín para una especie de Quercus (Quercus ilex) comúnmente llamada encina, que tiene un follaje similar al acebo europeo, y ocasionalmente se confunde con él.
anonoides: epíteto